# Asylum (Rome antique)
Pour les articles homonymes, voir Asylum.
L'Asylum est un espace à ciel ouvert situé sur la colline du Capitole à Rome. Selon la tradition, cet espace doit son nom à l'institution fondée par Romulus destinée à offrir un refuge à tout individu, quelle que soit sa condition, souhaitant accéder à la citoyenneté romaine.

## Localisation
L'Asylum est situé inter duos lucos (« entre deux bois sacrés » ou « entre deux sources sacrées ») qu'il est difficile d'identifier. Il est précisé par les sources antiques qu'il se trouve également inter Arcem et Capitolium, c'est-à-dire qu'il occupe l'ensellement formé par les deux sommets du Mons Capitolinus, l'Arx et le Capitolium.

## Fonction
L'Asylum est considéré et respecté comme un locus saeptus, un lieu protégé par le droit d'asile, depuis son institution par Romulus jusqu'au milieu du Ier siècle et l'incendie du Capitole consécutif à la lutte pour le pouvoir entre Vitellius et Vespasien.

« Entre-temps la ville s'étendait et annexait sans cesse de nouveaux espaces à l'intérieur de ses remparts, qu'on édifiait bien plus dans la perspective d'une population à venir qu'en fonction du nombre d'habitants qui l'occupaient à ce moment-là. Ensuite, pour ne pas laisser vide une ville de cette taille et en accroître la population, Romulus recourut au vieux stratagème des fondateurs de villes, qui en attirant sur leur territoire des masses anonymes de basse extraction prétendaient mensongèrement que la terre avait pour eux engendré une race : il ouvrit alors comme asile l'endroit qui forme maintenant un enclos sur la pente entre les deux bois sacrés. De peuples voisins afflua une masse de gens, désireux avant tout de changer de vie et dont on ne s'inquièta pas de savoir s'ils étaient libres ou esclaves. Tel fut le noyau de la puissance annonçant notre grandeur naissante. »

— Tite-Live, Histoire romaine, I, 8, 4-6
Le temple de Véiovis semble avoir été étroitement associé à la fonction de refuge de l'Asylum. Le temple permet aux suppliants de se placer sous la protection du culte capitolin. Il est possible que les individus ne respectant pas le droit d'asile aient pu être voués à Véiovis par le biais de la sacratio.

## Description
À l'origine, l'Asylum correspond à une zone boisée, le lucus Asyli. Puis il est aménagé en une aire de forme trapézoïdale libre de tout édifice, fermée par une palissade dans un premier temps puis par un haut mur de pierre. Du temps d'Auguste, le mur semble avoir disparu mais l'espace est toujours délimité et considéré comme clos.

## Importance culturelle

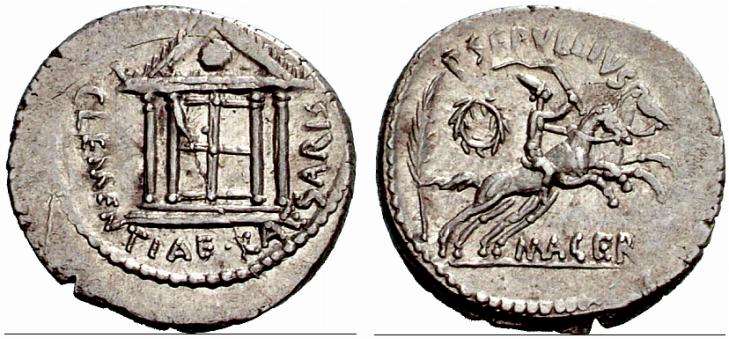
Denier romain montrant, à l'avers, un temple romain avec la légende « Clementiae Caesaris » (« la clémence de César »), et au revers, un aurige avec une couronne triomphale et une palme,au nom du consul P. Sepullius Macer, 44 av. J.-C..

Dans le récits antiques de la fondation de Rome, l'Asylum est évoqué pour expliquer le premier peuplement de la ville en corrélation avec l'enlèvement des Sabines. Cependant, alors que l'épisode des Sabines apparaît très tôt dans les sources, dans une tragédie d'Ennius (IIIe – IIe siècle av. J.-C.) et dans le monnayage, l'asile n'est guère évoqué avant la fin de la République. Selon l'historienne britannique Emma Dench (en), Cicéron, dans le dialogue De Oratore, est le premier auteur connu à attribuer à Romulus le rassemblement « de bergers et de migrants ». En général, les Romains éprouvent une certaine répugnance à admettre, aux origines de leur ville, un ramassis de vagabonds et de hors-la-loi : ainsi, le même Cicéron reproche à Caton le Jeune de discourir « comme si nous étions dans la République de Platon et non dans la fange de Romulus », le mot latin faex évoquant à la fois les déchets et les excréments. Le mot asylum, emprunté au grec, est encore ressenti comme exotique par Tite-Live qui parle des sanctuaires « que les Grecs appellent asyla » (livre 35). Un de ses premiers emplois en contexte romain se trouve dans Dion Cassius (47.19) qui note qu'en 42 av. J.-C., deux ans après l'assassinat de Jules César, le peuple romain vote l'octroi du droit d'asile au temple de César divinisé (Divus Iulius), honneur sans précédent pour lequel Dion fait référence à l'asylum de Romulus, en rapport avec le thème de propagande de la « clémence de César ».

## Représentation artistique
Une des rares représentations artistiques de l'Asylum est une fresque réalisée à la fin du XVIe s. par les cousins Lodovico, Agostino et Annibale Carracci, au Palais Magnani à Bologne. Cinquième scène d'une série sur la vie de Romulus, elle représente deux groupes de fugitifs, dans un paysage forestier, se dirigeant vers le temple de Jupiter Capitolin. Sous l'image est inscrite une devise latine : « Sacrarium praebat securitatem », « Que le sanctuaire donne la sécurité ». Cette œuvre illustre la volonté des cousins Carracci et de leur commanditaire, Lorenzo Magnani, de montrer Bologne à la Renaissance comme une ville ouverte et accueillante dont les nobles habitants, comme ceux de l'ancienne Rome, assurent la sécurité de leurs hôtes.
| Plan intemporel du Capitole antique |
| --- |
| \| Aire · Capitoline Arx Forum · Romanum Forums · impériaux Vélabre Temple de · Jupiter · capitolin Tabularium Temple de · Junon · Moneta Théâtre de · Marcellus Forum · Holitorium Temple de · Bellone Temple de · Jupiter Férétrien Temple de · Véiovis Auguraculum Iseum Temple de · Jupiter Custos (?) Temple de la · Concorde (?) Temple de · Jupiter Conservator Casa Romuli Autel Tensarum Temple de · Jupiter · Tonnant Clivus · Capitolinus Centus · Gradus Porta Pandana Temple de · Janus Temple de · Junon Sospita Temple de · Spes Temple · d'Auguste Asylum Inter duos lucos Vicus · Iugarius Champ · de Mars Portique · des Dieux · Conseillers Temple de · Vespasien Temple de la · Concorde Tullianum Clivus · Argentarius Temple de · Vénus · Érycine Temple de · Mens (?) Temple de · Fides (?) Temple · d'Ops (?) Arc · de · Scipion Temple de · Saturne Basilique · Julia T. de Vénus · Victrix (?) T. du · Genius publicus · populi Romani (?) T. de Fausta · Felicitas (?) \| |
| Aire · Capitoline Arx Forum · Romanum Forums · impériaux Vélabre Temple de · Jupiter · capitolin Tabularium Temple de · Junon · Moneta Théâtre de · Marcellus Forum · Holitorium Temple de · Bellone Temple de · Jupiter Férétrien Temple de · Véiovis Auguraculum Iseum Temple de · Jupiter Custos (?) Temple de la · Concorde (?) Temple de · Jupiter Conservator Casa Romuli Autel Tensarum Temple de · Jupiter · Tonnant Clivus · Capitolinus Centus · Gradus Porta Pandana Temple de · Janus Temple de · Junon Sospita Temple de · Spes Temple · d'Auguste Asylum Inter duos lucos Vicus · Iugarius Champ · de Mars Portique · des Dieux · Conseillers Temple de · Vespasien Temple de la · Concorde Tullianum Clivus · Argentarius Temple de · Vénus · Érycine Temple de · Mens (?) Temple de · Fides (?) Temple · d'Ops (?) Arc · de · Scipion Temple de · Saturne Basilique · Julia T. de Vénus · Victrix (?) T. du · Genius publicus · populi Romani (?) T. de Fausta · Felicitas (?)       |